# Павлина, Евгения Ивановна
Павлина Евгения Ивановна (род. 20 июля 1978, Минск) — белорусская гимнастка, представлявшая Республику Беларусь на спортивных соревнованиях по художественной гимнастике. Двукратная чемпионка Европы, призёр чемпионатов мира, Европы, Игр доброй воли. Заслуженный мастер спорта Республики Беларусь (2000).

## Биография
Евгения родилась в 1978 году в Минске. С шестилетнего возраста начала заниматься гимнастикой под руководством детского тренера Анны Барановой. С 15 лет она тренировалась по 48 часов в неделю в минском клубе "Динамо". Дебютировала на взрослых соревнованиях на Медицинском кубке 1993 года в Австрии, где заняла 3-е место в многоборье и завоевала еще две бронзовые медали с булавами и лентой в финальных соревнованиях.
В 15 лет Павлину вызвали заменить Лукьяненко на чемпионате мира 1993 года. В командном зачёте на этом чемпионате Беларусь заняла 5-е место. Павлина не получила приглашение в олимпийскую сборную на Игры 1996 года, однако на чемпионате мира в Будапеште завоевала бронзу в соревнованиях с лентой.
В 1998 году она стала двукратной чемпионкой Европы на турнире в Португалии, где выиграла соревнования с лентой и в командном турнире. На Играх доброй воли 1998 года в Нью-Йорке она завоевала пять медалей.
В 1999 году на чемпионате мира в Осаке стала обладателем серебра в соревнованиях с обручем и бронзы в многоборье. По окончании сезона Павлина ушла из большого спорта.
Проживает в Лондоне.